# Герб Шевченкового (Ізмаїльський район)
Герб села́ Шевче́нкове — геральдичний символ села Шевченкового Ізмаїльського району Одеської області, затверджений рішенням Шевченківської сільської ради 5 липня 2009 року.

## Опис
Подвійний щит із Біблією, коштовним каменем, волом та арбалетом, а також гроном зрілого винограду, рибою, бджолою та снопом зрілих колосків опоясаних солом'яною мотузкою на синьо-жовтій площині.
Герб складається з чотирьох частин:
1. Еклектичного картуша, який говорить про те, що в Шевченкове проживає населення українського походження;
2. Золота корона зрілих колосків символізує село безпосередньо;
3. Внутрішній щиток — вказує на внутрішній світ жителів села, їх духовні і моральні цінності, пріоритети. На елементах внутрішнього щитка зображено:
  - Біблія — книга життя, символ найважливішого — духовних цінностей, щоб мати успіх і благословення, необхідне відродження, прагнення до чистоти і творіння правди, до того початку, який є священним в кожному будинку — Божого слова;
  - Коштовний камінь — ознака непорушних родинних цінностей;
  - Віл — символізує працьовитість і наполегливість в досягненні поставлених цілей;
  - Арбалет — символ полювання, у цьому випадку символізує захоплення улюбленою справою і дозвіллям шевченківців, що не є виключно полюванням.
4. Геральдичний щит — символізує рід занять шевченківців. Символічне значення елементів зовнішнього щита:
  - Сніп зрілих колосків опоясаних солом'яною мотузкою — є символом землеробства, основного роду занять шевченківців;
  - Грона зрілого винограду — символізує виноградарство, що придбало в Шевченкове великого значення і прогресу в епоху колективізації, окрім цього з давніх часів виноград символізує добробут і процвітання.
  - Риба — символ рибальства, яке існувало на території Шевченкове ще з часів зародження села;
  - Бджола — символ одного з основних занять шевченківців — бджільництва, друге значення — працьовитість.